# Skinnlav
Skinnlav (Leptogium saturninum) är en lavart som först beskrevs av James Dickson och fick sitt nu gällande namn av William Nylander. 
Skinnlav ingår i släktet Leptogium och familjen Collemataceae.  Arten är reproducerande i Sverige. Inga underarter finns listade i Catalogue of Life.

## Bildgalleri

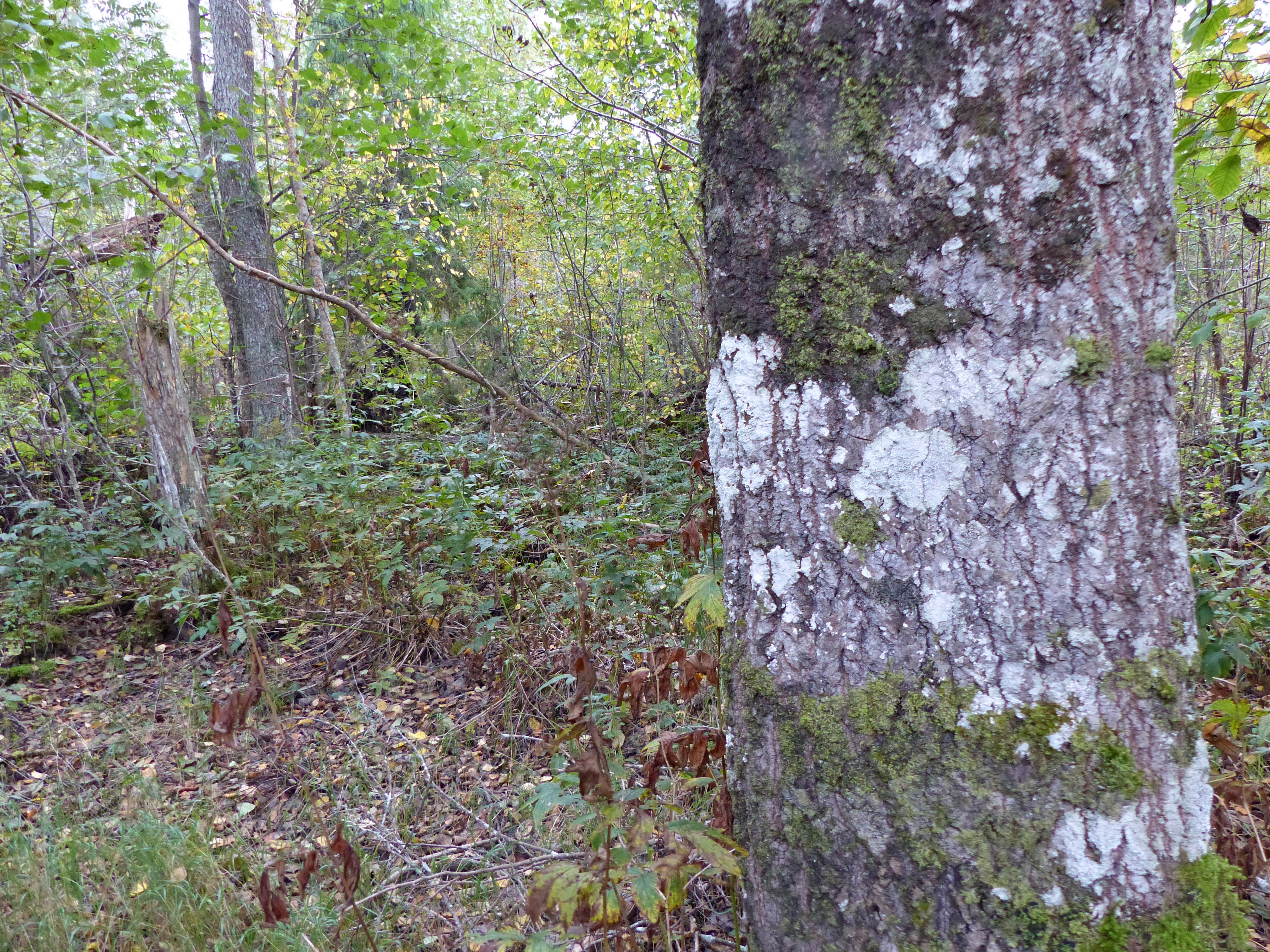
Skinnlav i byn Kaukvere i landskapet Lääne-Virumaa i nordöstra Estland.
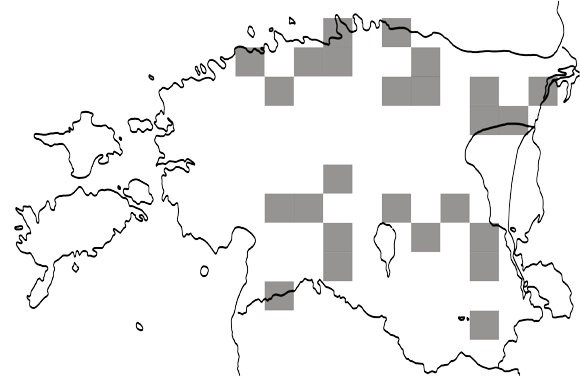
Skinnlavens utbredning i Estland 2011.